# Oxylamia methneri
Oxylamia methneri är en skalbaggsart som beskrevs av Stefan von Breuning 1960. Oxylamia methneri ingår i släktet Oxylamia och familjen långhorningar. Inga underarter finns listade i Catalogue of Life.